# Croton texensis
Espèce
Classification APG III (2009)
Croton texensis est une espèce de plantes à fleurs du genre Croton et de la famille des Euphorbiaceae, présente aux États-Unis et au Mexique (Sonora, nord de l'État de Chihuahua, Hidalgo).

## Synonymes
- Hendecandra texensis Klotzsch
- Oxydectes texensis (Klotzsch) Kuntze
- Croton muricatus Nutt. (nom illégitime)
- Croton virens Müll.Arg.
- Oxydectes virens (Müll.Arg.) Kuntze
- Croton texensis var. utahensis Cronquist